# Mokele-Mbembe
Mokele-mbembe også kaldet Chipekewe´n er en sauropod-lignende kryptid, som efter sigende lever i Congos floder og søer. Især Tele-søen er tilskrevet mokele-mbembes hjemsted – her skulle dyret oftest være set.
Mokele-mbembe er fjendtligt stemt over for mennesker og angriber øjeblikkeligt. Væsenet skulle også blevet set i Zambia.
Mokele-mbembe betyder groft oversat fra Lingala; Den der stopper floden

## Historie
Første gang at man i Europa hørte om Mokele-Mbeme, var i 1913 da en tysk ekspedition rejste til Congo. De så nogle underlige fodspor, som lignede fodspor fra en elefant, men det så ud til at dyret havde nogle klør. I 1919 fortalte englænderen C.E. James, at han havde set Mokele-Mbembe i Congo og mente, at dyret var 16 meter langt. Der findes ingen beviser for at Mokele-Mbembe eksisterer.